# Sankt Johann (bei Mayen)

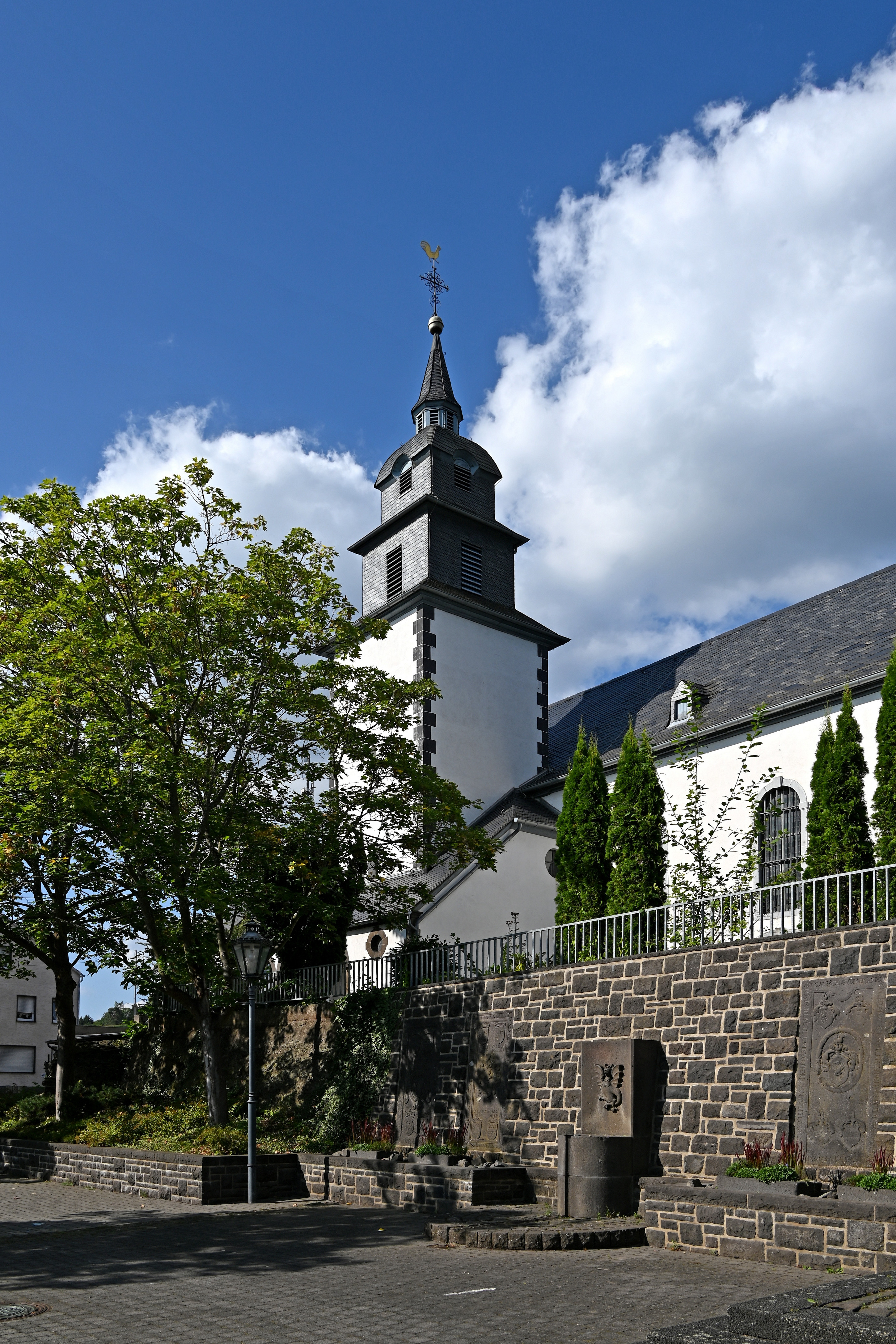
St. Johannes Baptist

Sankt Johann ist eine Ortsgemeinde im Landkreis Mayen-Koblenz in Rheinland-Pfalz. Sie gehört der Verbandsgemeinde Vordereifel an, die ihren Verwaltungssitz in Mayen hat.

## Geographie
Sankt Johann liegt im Landschaftsschutzgebiet „Rhein-Ahr-Eifel“. Durch die Gemeinde, westlich des Ortes, fließt die Nette. Zu Sankt Johann gehören auch die Wohnplätze Bürresheim, Hammesmühle (Löbsmühle) und Silbersand Grube.
Nachbarorte von Sankt Johann sind die Ortsgemeinden Kirchwald im Nordwesten und Ettringen im Nordosten sowie die Stadt Mayen im Südosten.

## Geschichte
Sankt Johann findet seine erste Erwähnung in einer Urkunde aus dem Jahr 1348, allerdings unter dem Namen „Oberbürresheim“, welcher sich von der nahegelegenen Burg Bürresheim herleitet bzw. der gleichnamigen Herrschaft, zu der Sankt Johann bis zum Ende des 18. Jahrhunderts gehörte. Mitte des 15. Jahrhunderts wurde im Ort eine Kirche errichtet, die Johannes dem Täufer gewidmet war und die schließlich auch dem Ort seinen neuen Namen gab: 1473 taucht der Ortsname „Sankt Johann“ zum ersten Mal urkundlich auf. Vom 16. bis zum Beginn des 18. Jahrhunderts war die Sankt Johanner Kirche zugleich auch Begräbnisstätte für die herrschaftliche Familie von Breidbach-Bürresheim. Erhalten sind die Grabmäler bzw. Grabplatten folgender Personen:
- Anna von Breidbach, geb. Kämmerin von Worms (gest. 1562)
- Hans Jakob von Breidbach (1552–1588)
- Gertrud von Breidbach, geb. Schall von Bell (1552–1614)
- Johann Wilhelm von Breidbach (1581–1610)
- Wolff Heinrich von Breidbach (1583–1635)
- Anna Magdalena von Breidbach, geb. von Metzenhausen (gest. 1673)
- Wilhelm von Breidbach (gest. 1694)
- Georg Reinhardt von Breidbach (1635–1710)
- Maria Margarete von Breidbach, geb. von der Leyen (gest. 1691)

Besonders in der ersten Hälfte des 17. Jahrhunderts war Sankt Johann von der Hexenverfolgung betroffen, die in der kleinen Herrschaft Bürresheim mit erstaunlicher Intensität betrieben wurde, nicht zuletzt durch eine Frau, nämlich die schon erwähnte Gertrud Schall von Bell.
Im Jahr 1784 wurde die alte Kirche wegen Baufälligkeit abgerissen und 1784/1785 eine neue errichtet. Diese erhielt 1923/1924 einen Erweiterungsbau.
Mit der Auflösung des Alten Reiches verschwand auch die Herrschaft Bürresheim von der Landkarte. Sankt Johann wurde vorübergehend Teil der Französischen Republik (bis 1804) und anschließend des Französischen Kaiserreichs. Nach der Niederlage Napoleons kam der Ort schließlich aufgrund der 1815 auf dem Wiener Kongress getroffenen Vereinbarungen zum preußischen Kreis Mayen des Regierungsbezirks Koblenz, der 1822 Teil der neu gebildeten preußischen Rheinprovinz wurde. Der auf dem Gemeindegebiet gelegene Hochsimmer war die höchste Erhebung im Landkreis, bis nach der Auflösung und teilweisen Eingliederung des Kreises Adenau im Jahr 1932 die Hohe Acht seine Stelle einnahm.
Der historischen Bedeutung des Schlosses Bürresheim entsprechend gab Sankt Johann der gleichnamigen Bürgermeisterei den Namen. Deren Verwaltungssitz war bis 1898 Bell, anschließend Niedermendig. Im Jahr 1970 wurde die – nunmehr „Verbandsgemeinde Niedermendig“ genannte – Verwaltungseinheit aufgelöst. Sankt Johann kam zur neuen Verbandsgemeinde Mayen-Land (heute Verbandsgemeinde Vordereifel) im Landkreis Mayen-Koblenz, der Ortsteil Nitz wurde zur Stadt Mayen umgemeindet.
Statistik zur Einwohnerentwicklung
Die Entwicklung der Einwohnerzahl von Sankt Johann, die Werte von 1871 bis 1987 beruhen auf Volkszählungen:
| Jahr | Einwohner |
| ---- | --------- |
| 1815 | 232       |
| 1835 | 324       |
| 1871 | 411       |
| 1905 | 591       |
| 1939 | 525       |
| 1950 | 560       |
| 1961 | 584       |

| Jahr | Einwohner |
| ---- | --------- |
| 1970 | 756       |
| 1987 | 756       |
| 2005 | 957       |
| 2011 | 930       |
| 2017 | 957       |
| 2022 | 925       |
| 2023 | 919       |

## Religion
St. Johann ist ein überwiegend katholisch geprägter Ort, wenngleich es mittlerweile (insbesondere durch Zuzug) eine evangelische Minderheit von ca. 10 % der Bevölkerung gibt.

## Politik

### Gemeinderat
Der Gemeinderat in Sankt Johann besteht aus zwölf Ratsmitgliedern, die bei der Kommunalwahl am 9. Juni 2024 in einer personalisierten Verhältniswahl gewählt wurden, und der ehrenamtlichen Ortsbürgermeisterin als Vorsitzender.
Die Sitzverteilung im Gemeinderat:
| Wahl | SPD | CDU | WGH * | ZSJ * | Gesamt   |
| ---- | --- | --- | ----- | ----- | -------- |
| 2024 | −   | 5   | 3     | 4     | 12 Sitze |
| 2019 | −   | 7   | 5     | −     | 12 Sitze |
| 2014 | −   | 8   | 4     | −     | 12 Sitze |
| 2009 | 3   | 7   | 2     | −     | 12 Sitze |
| 2004 | 3   | 7   | 2     | −     | 12 Sitze |

### Bürgermeister
Annette Malottke wurde am 26. März 2025 Ortsbürgermeisterin von Sankt Johann. Bei der Direktwahl am 23. Februar 2025 war sie als einzige Bewerberin mit einem Stimmenanteil von 66,98 % gewählt worden.
Malottkes Vorgänger Rainer Wollenweber (CDU) hatte das Amt am 20. August 2019 von Michael Stephani (CDU) übernommen, der nach 15 Jahren im Amt nicht erneut kandidiert hatte. Bei der Direktwahl am 26. Mai 2019 hatte er sich mit 68,36 % gegen einen Mitbewerber durchgesetzt. Da bei der Direktwahl am 9. Juni 2024 kein Wahlvorschlag eingereicht wurde, oblag die Neuwahl des Bürgermeisters gemäß rheinland-pfälzischer Gemeindeordnung zunächst dem Gemeinderat, der auf seiner konstituierenden Sitzung jedoch keinen Bewerber fand. Der bisherige Ortsbürgermeister Rainer Wollenweber führte daher die Aufgaben bis zur Neuwahl und Amtseinführung seiner Nachfolgerin geschäftsführend weiter.

### Wappen
Gemäß Verleihungsurkunde des Regierungspräsidenten Koblenz zeigt das Wappen einen roten Basilisken auf silbernem Schild. Es entspricht dem Wappen der Familie von Breidbach, die mehrere Jahrhunderte Schloss Bürresheim bewohnte.

## Sehenswürdigkeiten
- Schloss Bürresheim
- Katholische Pfarrkirche St. Johannes der Täufer

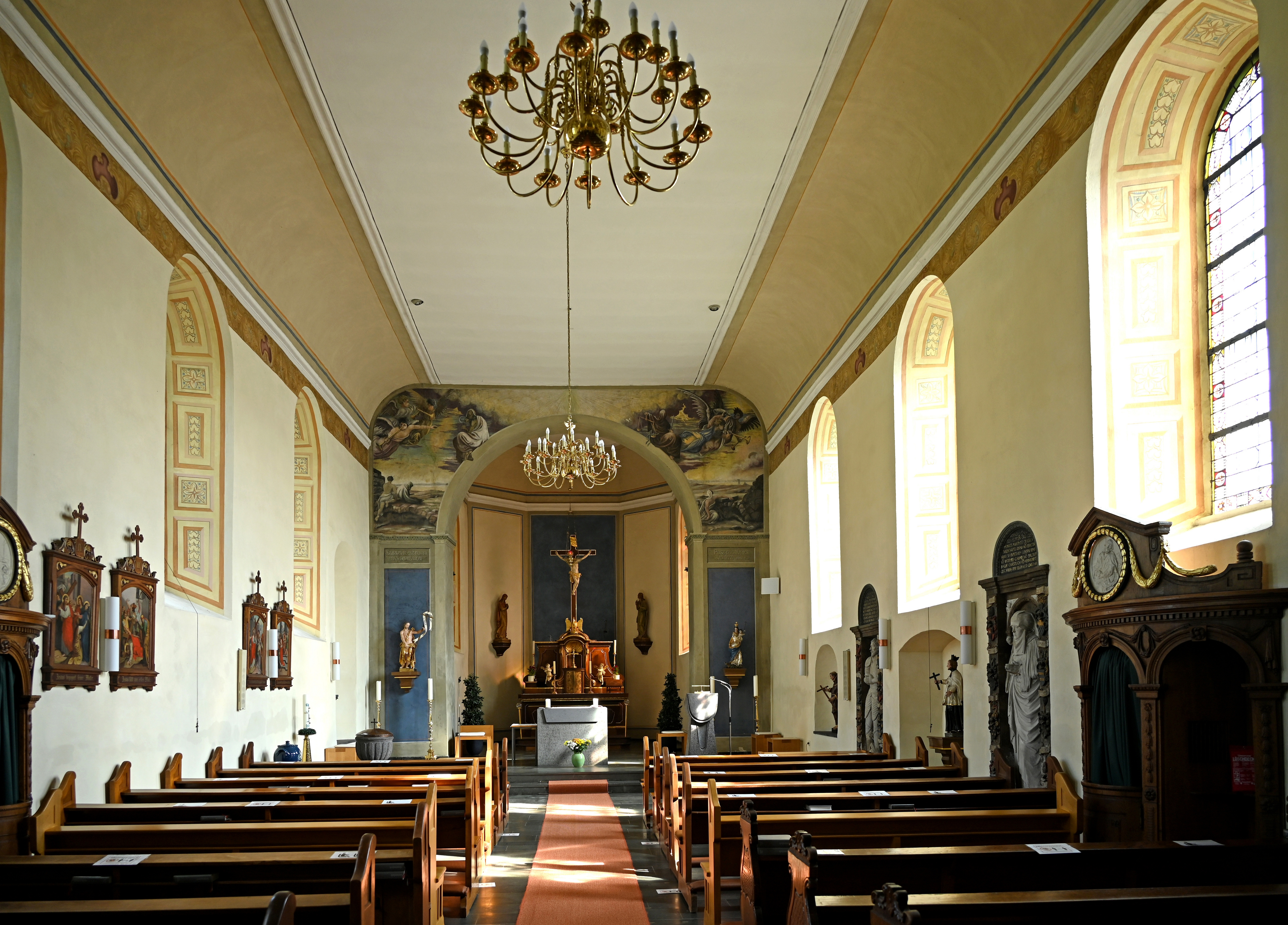
Innenansicht
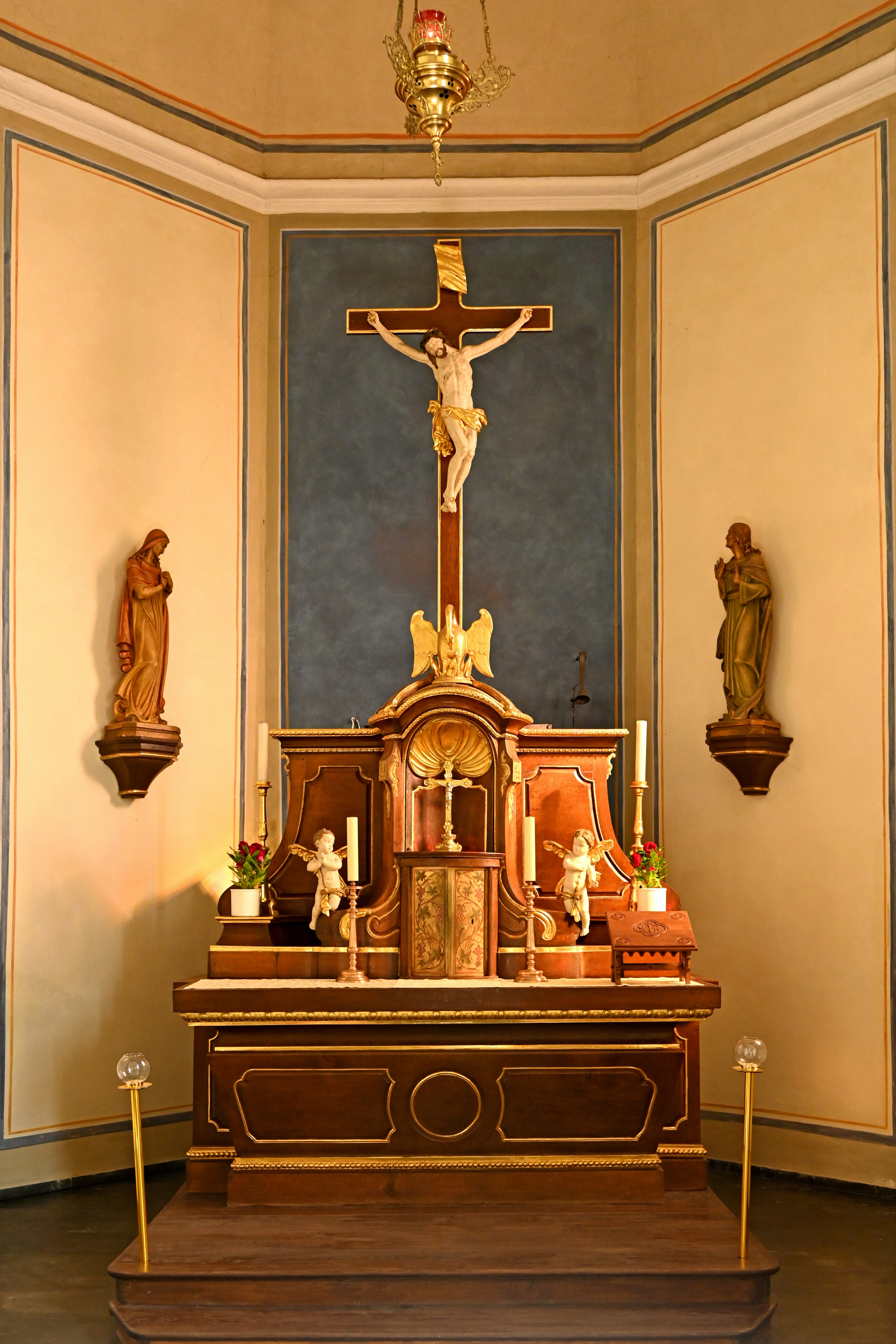
Hochaltar
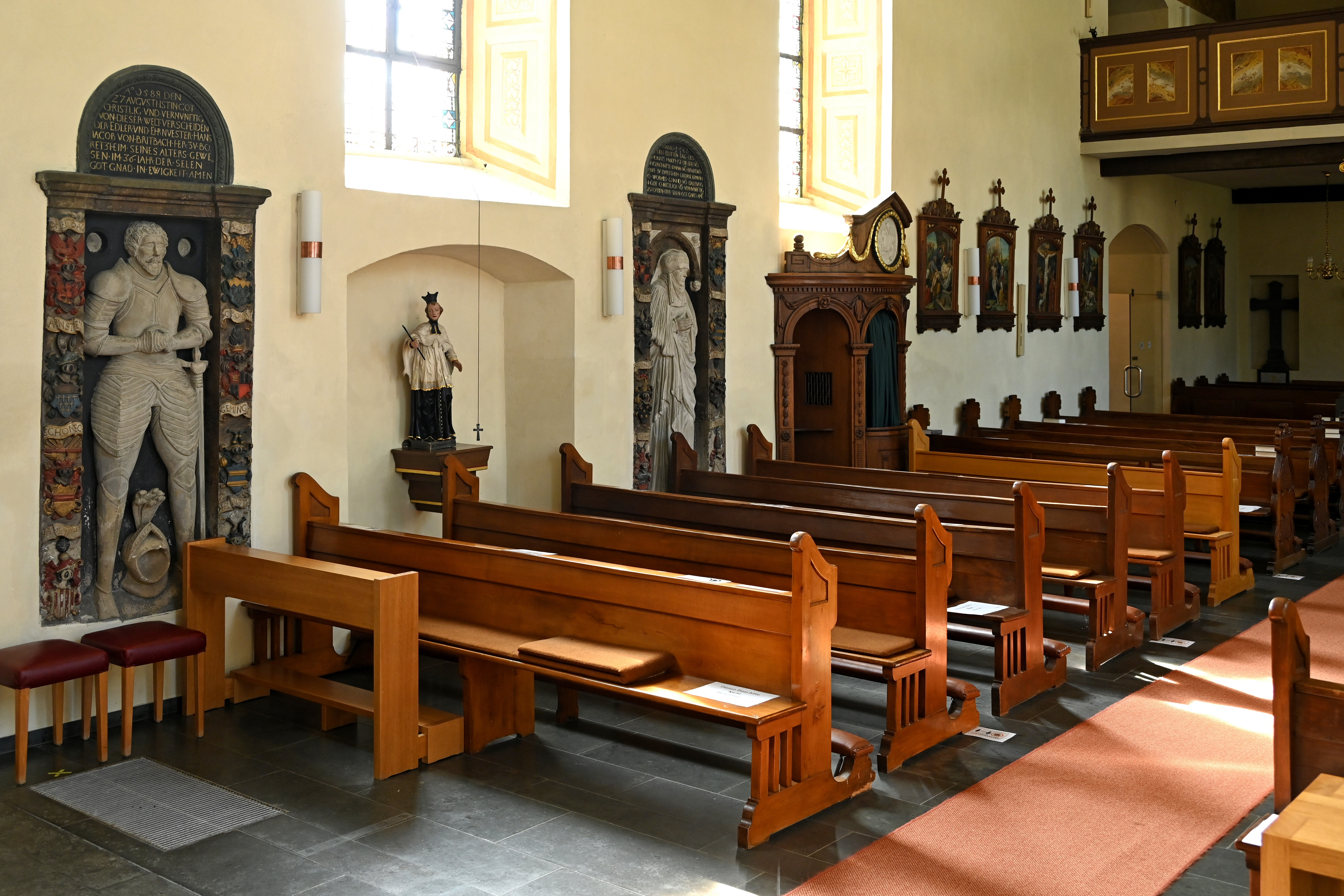
Südseite mit Grabmälern
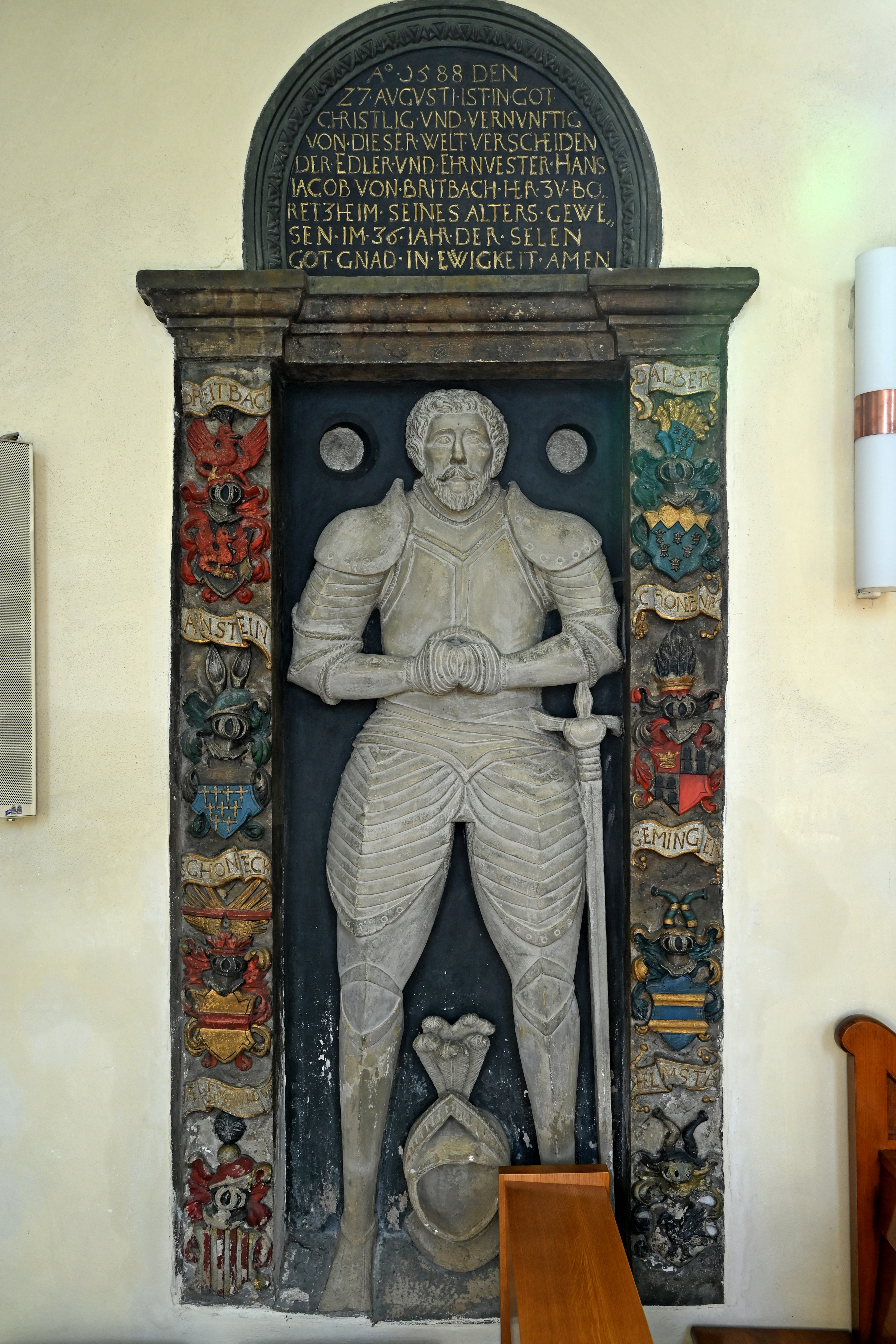
H.J. von Breidbach
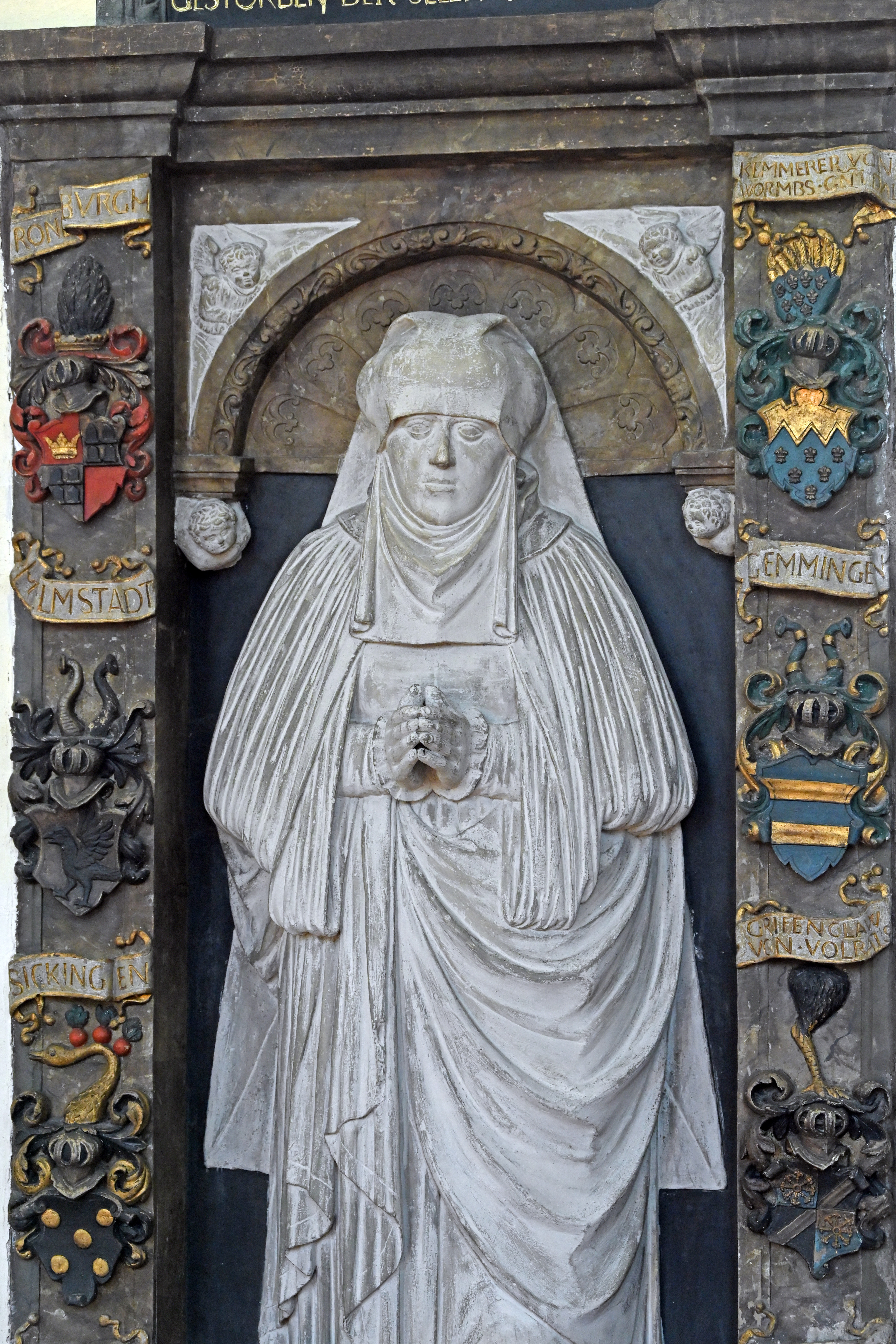
Anna von Breidbach
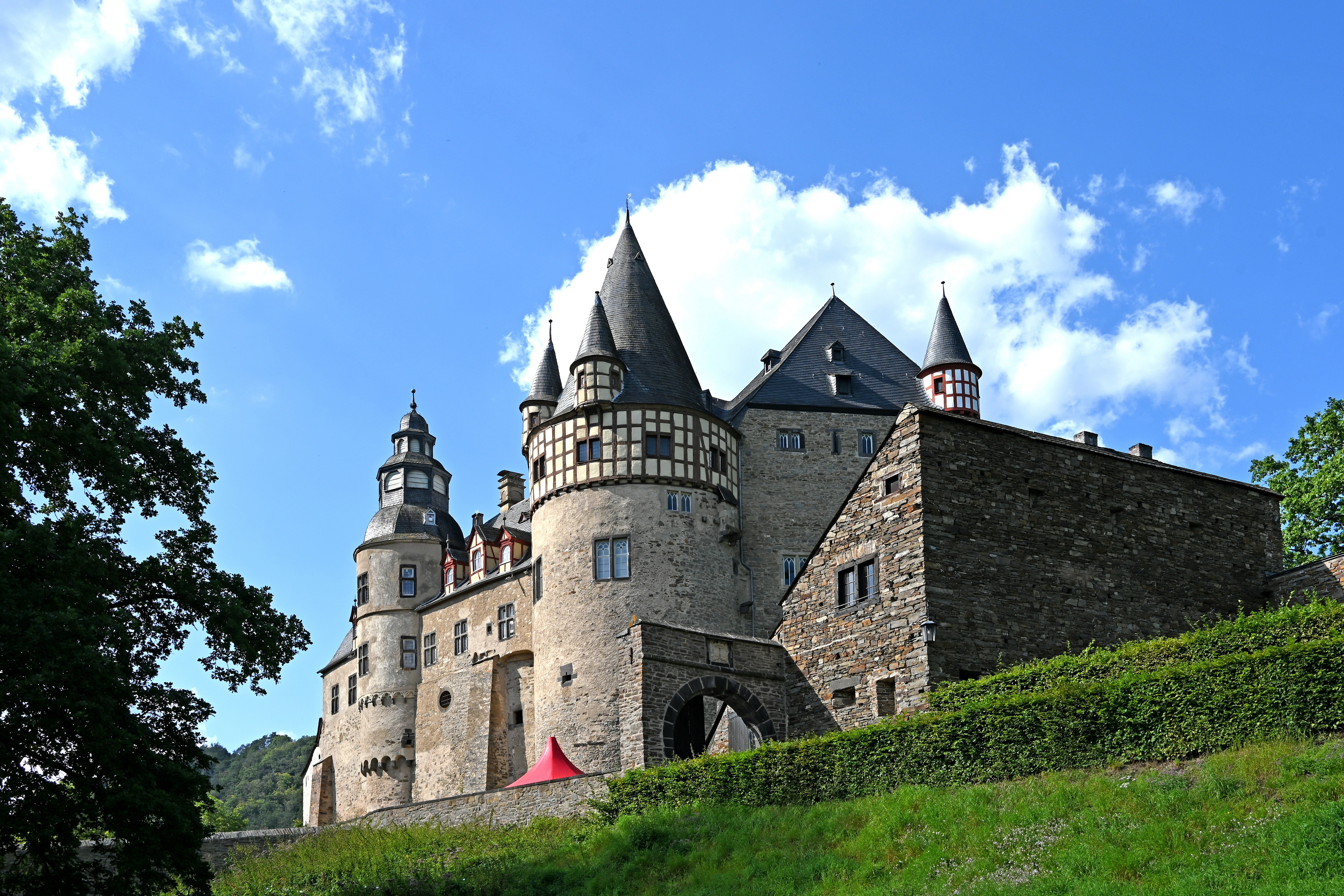
Schloss Bürresheim

- Siehe auch Liste der Kulturdenkmäler in Sankt Johann (bei Mayen)

## Verkehr
Sankt Johann wird von den  Kreisstraßen K 21 und K 22 an das regionale Straßennetz angeschlossen.